# Michael E. Williams
Michael Elliott „Mike“ Williams (* 6. Oktober 1969 in Toronto, Kanada) ist ein ehemaliger jamaikanisch-kanadischer American-Football-Spieler sowie Skirennläufer.

## Karriere

### Football
Williams wurde in Kanada geboren und wuchs dort mit seiner jamaikanischen Mutter und Großmutter auf. Er spielte von 1983 bis 1988 Football an der Northern Secondary High School in Toronto. Er sammelte bereits als Jugendlicher Erfahrung im Trainerbereich. Auf Hochschulebene gehörte er von 1991 bis 1993 als Quarterback und Wide Receiver der Mannschaft der University of Western Ontario an.
Williams setzte seine Footballlaufbahn in der Schweiz fort: Er lenkte im Spieljahr 1995 als Quarterback das Angriffsgeschehen der St. Gallen Raiders, bekam im Laufe der Saison auch Aufgaben im Trainerstab übertragen und übte dort das Amt des Angriffskoordinators aus. 1996 gehörte er als Ersatzmann für Quarterback Dino Bucciol zur Mannschaft der Hamburg Blue Devils, nach dem Tod von Cheftrainer George White im September 1996 arbeitete er bei den Hanseaten zudem im Trainerstab mit. Er wurde mit Hamburg 1996 deutscher Meister sowie Eurobowl-Sieger. 1997 stand er wieder als spielender Assistenztrainer in der Hamburger Mannschaft und gewann abermals den Eurobowl.
In der 1998er Saison war Williams als Cheftrainer beim Regionalligisten Hamburg Wild Huskies tätig. Im Oktober 1999 trat er bei den Kiel Baltic Hurricanes in der höchsten deutschen Spielklasse das Amt des Cheftrainers an. In der Saison 2000 war er ebenfalls hauptverantwortlicher Trainer der Kieler. In seinem Heimatland Kanada arbeitete er von 2001 bis 2004 als Angriffskoordinator an der York University in Toronto. Im Jahr 2004 gehörte Williams zeitweilig zusätzlich dem Trainerstab der Nationalmannschaft Tschechiens an und war dort für die Koordinierung des Angriffsspiels zuständig. Im Vorfeld der Saison 2005 stand er vor einer Rückkehr in den Trainerstab der Hamburg Blue Devils, sagte den Hanseaten im März 2005 jedoch wieder ab. 2006 war er Cheftrainer der Cologne Falcons.
Ab 2008 war Williams bei der Mannschaft Frankfurt Universe beschäftigt und verstärkte die Hessen als Spieler und als Mitglied des Trainerstabs. 2014 betreute er die mittlerweile in die zweite Liga aufgestiegenen Frankfurter als Cheftrainer, zur Saison 2015 kehrte er bei Universe ins Amt des Angriffskoordinators zurück, welches er bereits vor seiner Beförderung zum Cheftrainer ausgeübt hatte. Im Februar 2018 wurde Williams Cheftrainer der Nationalmannschaft der Niederlande. Im September 2019 trat er gemeinsam mit seinem Trainerstab zurück.

### Ski
Große öffentliche Bekanntheit erlangte Williams im Winter 2012/2013, als er ankündigte, bei der Ski-WM 2013 in Schladming teilnehmen zu wollen. Sein Ziel, 2014 als erster jamaikanischer Skirennläufer bei Olympischen Winterspielen anzutreten, verpasste er. Inspiriert wurde Williams eigenen Angaben zufolge von der jamaikanischen Bobmannschaft, die 1988 bei den Winterspielen in Calgary teilnahm, sowie dem ghanaischen Skirennläufer Kwame Nkrumah-Acheampong und Errol Kerr, der bei den Winterspielen 2010 in Vancouver den neunten Platz im Skicross belegte.
Im Januar 2013 zog sich Williams, der erst zwei Jahre zuvor erstmals auf Skiern stand, beim Training auf der Reiteralm einen Kreuzbandriss zu. Nichtsdestoweniger trat er am 4. kurz darauf bei der Weltmeisterschaft 2013 in Schladming an den Qualifikationsrennen für Riesenslalom und Slalom teil. Aufgrund seiner Verletzung trug er eine Carbon-Schiene. Im Slalom wurde Williams bei der WM in Schladming 63. und im Riesenslalom 96. Bei der Ski-WM 2015 trat er erneut an. Bei der WM in Vail und Beaver Creek erreichte er im Slalom den 62. Platz, im Riesenslalom den 108. Platz. Auch bei der Weltmeisterschaft 2017 in St. Moritz war Williams gemeldet, trat zum Qualifikationsrennen für den Slalom letztlich aber nicht an.
Seitdem ist er als Rennläufer nicht mehr in Erscheinung getreten.

## Erfolge

### American Football
- Eurobowl Sieger 1996
- Eurobowl Sieger 1998
- Deutscher Meister 1996

### Ski Alpin

#### Weltmeisterschaften
- Schladming 2013: 63. Slalom, 96. Riesenslalom
- Vail/Beaver Creek 2015: 62. Slalom, 108. Riesenslalom
- St. Moritz 2017: DNQ Slalom